# Edmond Jacobs
Edmond Jacobs  (* 14. Oktober 1928 in Garnich; † 26. März 2012 in Petingen) war ein Radrennfahrer aus Luxemburg.

## Sportliche Laufbahn
Jacobs (alternativ häufig auch Jakobs)  begann 1948 mit dem Radsport, als er Mitglied des Vereins UC Koerich wurde. Im Verlauf seiner Karriere startete er für die Vereine VS Mamer, Pignon Boinnevoie, UC Esch und UC Dippach.
Als Amateur gewann er 1949 eine Etappe der Luxemburg-Rundfahrt für Amateure. In den folgenden Jahren war er weniger erfolgreich. Erst 1955 trat er wieder mit dem zweiten Platz bei den nationalen Meisterschaften hervor. Ein Jahr später startete er für Luxemburg bei der Internationalen Friedensfahrt, ebenso wie 1958 und 1960. Der 43. Platz 1960 war sein bestes Resultat in der Rundfahrt. Nach seinem Sieg im Grand Prix Général Patton im Juni 1956 wurde er Berufsfahrer und startete schon einen Monat später bei der Tour de France. Dort schied er auf der 2. Etappe aus, nachdem er nach einem Sturz die Karenzzeit überschritten hatte. Die Folgen des Sturzes behinderten ihn noch längere Zeit, 1957 wurde er wieder Amateur. In den folgenden Jahren erzielte er noch einige Siege in nationalen Rennen. 1968 beendete er seine Laufbahn.

## Berufliches
Roger Jacobs arbeitete während und nach seiner Laufbahn als Stahlarbeiter.

## Familiäres
Edmond ist der Bruder von Raymond Jacobs und Roger Jacobs, die ebenfalls als Radrennfahrer aktiv waren. Seine Schwester Elsy Jacobs war 1958 Weltmeisterin im Straßenrennen der Frauen.